# 24728 Скаджелл
24728 Скаджелл (24728 Scagell) — астероїд головного поясу, відкритий 11 листопада 1991 року.
Тіссеранів параметр щодо Юпітера — 3,507.